# Buskahult
Buskahult är en by i Sillhövda socken i Karlskrona kommun, Blekinge län och byn ligger ungefär 8 kilometer norr om Holmsjö.
Vid norra änden av byn ligger sjön Nätterhövden och vid södra sjöarna Södra Kalven, Ulvasjön och Agnasjön.